# Albert Kerscher
Albert Kerscher (Woppmannsdorf, 29 maart 1916 - Ingolstadt, 12 juni 2011) was een Duitse onderofficier en tankcommandant tijdens de Tweede Wereldoorlog. Hij vernietigde ongeveer 100 tanks. Kerscher was een van de succesvolle tankcommandant uit de krijgsgeschiedenis, en kreeg voor zijn daden het Ridderkruis van het IJzeren Kruis, een hoge Duitse militaire onderscheiding.

## Leven
Op 29 maart 1916 werd Kerscher geboren in Woppmannsdorf wat in het Koninkrijk Beieren lag. 
Kerscher nam als manschap van een bevoorradingscolonne in de 2e Pantserdivisie deel aan de Poolse Veldtocht en de Slag om Frankrijk. Hierna werd hij overgeplaatst naar de bevoorradingscolonne in de 13e Pantserdivisie. In 1942 werd Kerscher tankbestuurder in het Panzerregiment 4 (4e Pantserregiment). Waarna hij eind 1943 naar de Schwere Panzer-Abteilung 502 kwam, waar Kerscher in november 1943 tankcommandant werd. Op 23 oktober 1944 werd hij als tankcommandant in de 2e compagnie onderscheiden met het Ridderkruis van het IJzeren Kruis.
Aan het einde van de oorlog was Kerscher bevorderd tot Oberfeldwebel en had als tankcommandant meer dan 100 tanks vernietigd.

## Na de oorlog
Kerscher keer weer na de oorlog terug in de Heer en ging als Oberstabsfeldwebel met pensioen. Over het verdere verloop van zijn leven is niets bekend. Op 12 juni 2011 stierf Kerscher in Ingolstadt.

## Onderscheidingen
- Ridderkruis van het IJzeren Kruis met Eikenloof op 20 april 1945 als Oberfeldwebel en Tankcommandant in de Schwere Panzer-Abteilung 502 / Heer[2] (onbevestigd[3][4][1])
- Ridderkruis van het IJzeren Kruis op 23 oktober 1944 als Feldwebel en Tankcommandant in de Schwere Panzer-Abteilung 502 / Heer[5][3][2]
- IJzeren Kruis 1939, 1e Klasse[3] (12 februari 1944[4]) en 2e Klasse[3] (2 december 1942[4])
- Panzerkampfabzeichen, 4e graad met het getal "75" op 15 februari 1945[3][4]
- Gewondeninsigne 1939 in goud[1]

## Aantal vernietigde tanks
- 100 tanks vernietigd